# 俺はぜったい!プレスリー
「俺はぜったい！プレスリー」（おれはぜったい プレスリー）は、歌手・吉幾三が1977年（昭和52年）11月25日に発表した楽曲である。リリース翌年には、本作をベースとした映画が二本『俺は田舎のプレスリー』『俺は上野のプレスリー』のタイトルで公開された。これら映画についても説明する。

## 概要
「吉幾三」名義でリリースされた初のシングルであり、作詞・作曲とも本人が手がけている。
アイドル歌手「山岡英二」としてスタートしたがまったく売れず、飲み屋を流しとして歌うなどして何とか生活している状況の中で生まれた。歌のコミカルさをレコード会社のスタッフから見出され、レコーディングをおこなった。吉いわく、エルヴィス・プレスリーの楽曲は全く知らなかったが、この年にエルヴィスが亡くなったニュースを聞き、彼の名前を冠した歌を作ったという。また、「吉幾三」の名前については、「気が付いたらレコード会社の人に『吉幾三』と付けられていた」とこのこと。
歌の途中から入るリズム音は木魚であり、レコーディングスタッフが叩いている。
1977年10月から1978年3月まで名古屋テレビ・テレビ朝日系列で放送されたテレビアニメ『無敵超人ザンボット3』の第18話でガイゾックの戦闘司令官キラーザ・ブッチャー（キラー・ザ・ブッチャー）がこの曲の替え歌を歌うシーンが存在する。

## 収録曲
1. 俺はぜったい！プレスリー
2. 青春荘
  - 全作詞：やまだあつし、作曲・編曲：山鉄平（両名共に吉幾三のペンネーム。現在は作詞・作曲：吉幾三に直されている）[2][3]

## 映画

### 俺は田舎のプレスリー
「男はつらいよシリーズ」第21作『男はつらいよ 寅次郎わが道をゆく』との併映作。『俺は田舎のプレスリー』のタイトルで、1978年8月12日に公開された。原案は山田洋次が担当した。
松竹はこの年春に公開した力作が不振続きで、上映期間の繰り上げが相次いだが、やっぱりその穴を埋めるのは寅さん。寅さん一本だけでも充分なのだが、「寅さんシリーズは併映作がくだらん」という風評もあり、やはり松竹は喜劇しかないと、吉幾三人気を頂き、異色ものの強力な喜劇二本で勝負と相成った。松竹としては何かと突っかかってくる東映の「トラック野郎シリーズ」がやや下降線をたどっていたことから、東映をぶっ潰し、独走態勢を固めたいという思惑があった。
舞台は青森県五所川原市で、主人公を勝野洋、性別適合手術により女性となった人物（主人公の兄）をカルーセル麻紀が演じている。吉幾三自身も主人公の友人役でカメオ出演した。
「プレスリーシリーズ」第二弾として同じ年に『俺は上野のプレスリー』が製作されている。

### 俺は上野のプレスリー
「プレスリーシリーズ」第二弾として製作された。1979年の正月映画「男はつらいよシリーズ」第22作『男はつらいよ 噂の寅次郎』との併映作。津軽をあとに東京に出た二人の青年の懸命に生きる姿を描く。「新人監督登場の場として提供する予定もあるシリーズ」と公表されていたが、本作の監督はベテラン大嶺俊順であった。吉幾三と同じ青森出身の伊奈かっぺいが津軽弁交じりのナレーションを務めている。吉を主演に立てていることから、吉で「寅さん」のような新シリーズの構想があったのかも知れないが、第三弾は製作されなかった。しかし、松竹は1985年にまた吉のヒット曲「俺ら東京さ行ぐだ」をモチーフに『俺ら東京さ行ぐだ』を製作している。